# 遠藤健 (経営者)
遠藤 健（えんどう けん、1954年3月3日 - ）は、日本の実業家。
SOMPOケア株式会社 初代代表取締役社長。
社会福祉法人伸こう福祉会理事長。

## 経歴
東京都出身。
1976年（昭和51年）3月、早稲田大学政治経済学部卒業後、安田火災海上保険株式会社（現、損害保険ジャパン株式会社）入社
2004年（平成16年）4月、株式会社損害保険ジャパン（現、損害保険ジャパン株式会社）執行役員 長野支店長
2007年（平成19年）4月、同社 常務執行役員
2010年（平成22年）6月、同社 専務執行役員 東京本部長
2011年（平成23年）6月、株式会社ジャパン保険サービス（現、損保ジャパンパートナーズ株式会社） 代表取締役社長
2011年（平成23年）6月、みずほ信託銀行株式会社 監査役
2015年（平成27年）6月、日産東京販売ホールディングス株式会社 社外取締役（現職）、安田倉庫株式会社 監査役
2015年（平成27年）12月、SOMPOケアネクスト株式会社 代表取締役社長
2016年（平成28年）4月、同社 代表取締役社長執行役員、損害保険ジャパン日本興亜株式会社（現、損害保険ジャパン株式会社）顧問
2017年（平成29年）6月、SOMPOケアメッセージ株式会社（現、SOMPOケア株式会社）代表取締役社長執行役員　　　　　
2018年（平成30年）6月、SOMPOケア株式会社 代表取締役社長COO
2022年（令和4年）4月、SOMPOホールディングス株式会社 執行役 介護・シニア事業オーナー、SOMPOケア株式会社 代表取締役会長CEO
2024年（令和6年）4月、SOMPOケア株式会社 相談役会長、SOMPOホールディングス株式会社 顧問
2025年（令和7年）5月、
社会福祉法人伸こう福祉会理事長

## 社外経歴
2018年（平成30年）6月、一般社団法人全国介護付きホーム協会 代表理事
2019年（令和元年）8月、社会保障審議会 介護保険部会 介護分野の文書に係る負担軽減に関する専門委員
2021年（令和3年）6月、一般社団法人全国介護事業者連盟 理事、全国介護事業者政治連盟 副会長
2024年（令和6年）6月、公益社団法人全国有料老人ホーム協会 理事（現職）

## 発言・経歴など
- 趣味は音楽活動。バンド活動歴は約30年。SOMPOケアの社長に就任し、介護施設を回っていると元プロミュージシャンら芸達者な従業員が多くいることが判明。そこでメンバーを集め、バンド「THE SHIENZ」（ザ・シエンズ）を結成した。バンド名の由来は、介護で大切な自立支援。「施設で演奏をしてほしい」との要望が多く、何度も自社の介護施設でライブを行っている。[1][2]
- 勝負カラーは赤。節目のイベントでは、必ず赤色のネクタイを締めるという。[3][4]
- ラジオパーソナリティーの大沢悠里と交流があり、雑誌で対談もしている。遠藤は、保険会社の営業マン時代、車の中で大沢がパーソナリティーを務めるラジオ番組「大沢悠里のゆうゆうワイド」をよく聞いており、駄目元で社内イベントへの出演依頼をし、実現したことがきっかけで、公私にわたる交友関係が生まれたという。[5]
- 取材で、しばしば「介護プライド」という言葉を使用している。2019年の読売新聞記事広告では「専門性の高い技術や知識と豊かな心の態度を持った意欲的な職員たちが、ご利用者それぞれの心身の状態や価値観に合わせた質の高いサポートを行う。それが、SOMPOケアの介護プライド」であると述べている。
- 介護事業に参入した狙いについて、遠藤は、『第1に、「安心・安全・健康に資する最高品質のサービス」提供というSOMPOホールディングスの経営理念に一致すること。第2に、損保事業は手続きや事故のときにしかお客さまとの接点がないが、介護事業は365日、24時間お客様と接点が持てるサービスであること。第3に、25年には団塊の世代が後期高齢者となり、介護は社会的な問題になる。その解決に貢献したいと考えて参入した。』と述べている。[6]
- SOMPOケアは、グループ内の介護事業会社の再編により、2018年7月に子会社の株式会社ジャパンケアサービスとその子会社である株式会社プランニングケア、グループ会社のSOMPOケアネクスト株式会社を吸収合併した。2020年3月の取材で、会社統合後も経営が順調であることの理由を聞かれ、遠藤は「統合よりも先に、「人間尊重」を基本とする新しい経営理念と行動指針を定めたことで、従業員が同じ方向を向くことができたことが大きい」と答えている。[7]
- 2016年に業界初の企業内大学「SOMPOケア ユニバーシティ」を東京に開設した。ベッドや風呂、トイレなど、介護現場を想定した設備がある。2018年には、大阪にも開設した。遠藤がSOMPOケアの社長に就任後、施設を訪問すると従業員から「介護人材の教育を充実させてほしい」という声が多く聞かれたことがきっかけという[8]。
- SOMPOグループでは、「認知症に備える・なってもその人らしく生きられる社会を」というスローガンを掲げ、2018年7月から「SOMPO認知症サポートプログラム」をスタート。認知機能低下予防、早期発見、介護までを一貫してサポートするとしている。遠藤は「認知症と言えばSOMPOだと世間に認められる取組みをしたい」と発言している。
- 2021年1月、メディアの取材に対し「今後5年間でICTなど最新のテクノロジーに100億円投資し、提供するサービスの質の向上と現場の負担軽減を目指したい」と述べている。[9]
- SOMPOケアでは、2020年4月、新サービス「ビジネスプロセスサポート」を開始した。介護事業運営のノウハウ、研修体系、ITインフラなどを幅広く他の介護事業者に提供する。2020年7月の取材で遠藤は「日本の介護市場を支える中小の事業者を支えたい。買収や合併で、無理やり理念や運営を変えようとするのは難しい。それよりも、地域で必要とされている中小の事業者が、安心して事業を継続していけるようサポートすることで、超高齢社会である日本の持続性を高めていく」と述べている。[10]
- 2022年10月、日経新聞の「私見卓見」コーナーに「新しい技術を活用し、人は人にしかできないケアに専念できる環境をつくればよい。そして人と技術の相乗効果を図りながら、施設が提供する介護品質の評価を重視するなど、現行の規制の在り方を見直していくべきである」と寄稿した。[11]
- 「ＳＯＭＰＯケア」ではテクノロジーの導入による介護の『見える化』を進めている」また、「データを蓄積することで、将来の状態を予測できる仕組みを作っている。介護の質を上げながら生産性を高められるようにすることが狙いだ」と述べ、「23年春からはこうした仕組みの外販も本格的に始める」としている。[12]